# Betara Kanan
Betara Kanan is een bestuurslaag in het regentschap Tanjung Jabung Barat van de provincie Jambi, Indonesië. Betara Kanan telt 1932 inwoners (volkstelling 2010).